# Jeanne de Coesme
Jeanne de Couesmes, princesse de Conti, est dame de Lucé et de Bonnétable, née en 1560, fille unique de Louis de de Couesmes, seigneur de Lucé-au-Maine (cf. famille d'Eschelles), et d'Anne de Pisseleu. 

## Biographie
D'abord mariée en 1574 à Louis (ou Ludovic) de Montafié, seigneur piémontais, comte de Montafié et Carignan,  elle eut deux filles, Urbaine et Anne de Montafié. Après l'assassinat de son mari, alors capitaine du roi Henri III, à Aix-en-Provence le 6 octobre 1577, elle devint la première épouse de François de Bourbon, prince de Conti en 1582.
Elle décéda le 27 décembre 1601 à Saint-Mars-de-Locquenay, en se rendant aux noces de sa fille Anne de Montafié, comtesse de Soissons et de Dreux.
Elle est inhumée dans l'église de la chartreuse Notre-Dame de Bonne-Espérance, proche de Gaillon.